# Lindmania steyermarkii
Lindmania steyermarkii là một loài thực vật có hoa trong họ Bromeliaceae. Loài này được L.B.Sm mô tả khoa học đầu tiên năm 1957.